# Semjon Jelistratov
Semen Andrejevitsj Elistratov (Russisch: Семён Андреевич Елистратов gespeld als Semen, Semjon, Semyon of Semion en als Elistratov of Jelistratov) (Oefa, 3 mei 1990) is een Russisch shorttracker.
Hij vertegenwoordigde zijn vaderland op de Olympische Winterspelen 2010 in Vancouver en de Olympische Winterspelen 2014 in Sotsji waar hij goud won op de aflossing. Tijdens de Olympische Winterspelen van 2018 in Pyeongchang heeft hij brons gewonnen op de 1500 meter. Hij reed hier onder de vlag van de Olympische atleten uit Rusland (OAR), wegens het grootschalige Russische dopingsschandaal. Op de Olympische Winterspelen van 2022 in Beijing heeft hij wederom op dezelfde afstand (1500 m) de bronzen plak mee naar huis mogen nemen. Dit maal onder de vlag van het Russisch Olympisch Comité (ROC).

## Carrière
Bij zijn olympische debuut in Vancouver eindigde Elistratov als 24e op zowel de 500 meter, de 1000 meter als de 5000 meter. 
In 2012 behaalde Elistratov drie zilveren medailles op de Europese kampioenschappen shorttrack 2012: zowel in de 1500 meter, de 3000 meter als de aflossing moest hij steeds het onderspit delven tegen een Nederlandse concurrent.
Op de Europese kampioenschappen shorttrack 2013 behaalde hij drie medailles: op de 1000 meter en de 3000 meter behaalde hij de bronzen medaille. Samen met Jevgeni Kozoelin, Viktor An en Vladimir Grigorev werd Elistratov Europees kampioen op de aflossing.
Bij het shorttrack op de Olympische Winterspelen 2014 in eigen land won Elistratov goud op de relay.
In februari 2016 reed Elistratov een wereldrecord op de 1000 m in de tijd van 1.22,607.
Op 8 maart 2016 werd -in navolging van de bekentenis van tennisster Maria Sjarapova een dag eerder- naar buiten gebracht dat ook Elistratov gebruik maakt(e) van het niet-wereldwijd erkende medicijn meldonium, wat sinds 1 januari 2016 op de dopinglijst van de WADA staat. Eventuele gevolgen voor Elistratovs sportcarrière zijn door de ISU nog niet naar buiten gebracht.
Hierna behaalde hij twee maal op rij brons op de 1500 m tijdens de Olympische Winterspelen van 2018 in Pyeongchang en van 2022 in Beijing. Uit eerbetoon reed Elistratov tijdens de Olympische Winterspelen van 2022 rond met een oranje helm en daarop een luipaardprint hartje, dit ter nagedachtenis aan de overleden Nederlandse shorttrackster Lara van Ruijven, die in 2020 tijdens een trainingskamp plots overleed.

## Persoonlijke records
| Onderdeel | Prestatie | Datum            | Plaats         |
| --------- | --------- | ---------------- | -------------- |
| 500 m     | 40,236    | 7 februari 2016  | Dresden        |
| 1000 m    | 1.22,607  | 6 februari 2016  | Dresden        |
| 1500 m    | 2.08,655  | 13 november 2016 | Salt Lake City |
| 3000 m    | 4.47,811  | 29 januari 2012  | Mladá Boleslav |

## Resultaten

### 500 m
- 2010: 24e OS

### 1000 m
- 2010: 24e OS
- 2013:  EK
- 2022: 21e OS

### 1500 m
- 2010: 24e OS
- 2011: 5e EK
- 2012:  EK
- 2013: 5e EK
- 2018:  OS
- 2022:  OS

### 3000 m
- 2011: 7e EK
- 2012:  EK
- 2013:  EK

### Aflossing mannen
- 2011:  EK
- 2012:  EK
- 2013:  EK
- 2014:  OS
- 2022: 4e OS

### Aflossing gemengd
- 2022: 7e OS

1992: Kim, Lee, Mo, Song ·
1994: Carnino, Fagone, Herrnhof, Vuillermin ·
1998: Bédard, Campbell, Drolet, Gagnon ·
2002: Bédard, Gagnon, Guilmette, Tremblay, Turcotte ·
2006: Ahn, Lee, Seo, Song ·
2010: Bastille, Ch. Hamelin, F. Hamelin, Jean, Tremblay ·
2014: An, Grigorev, Jelistratov, Zacharov ·
2018: S. Liu, S.S. Liu, Knoch, Burján ·
2022: Ch. Hamelin, Dubois, Pierre-Gilles, Dion